# Vidskeplighet
Med vidskeplighet avses en inre drivkraft, benägenhet, böjelse eller tendens att tillgripa folktro, skrock eller vidskepelse som förklaringar till händelser eller tilldragelser i både det egna livet eller på ett mer övergripande plan. I Sverige användes termen under kristen tid för en böjelse att sätta tilltro till sådant som låg utanför kristen trosuppfattning medan det i under rationalismen och ända in i modern tid allt oftare kommit att avse all form av tilltro till en övernaturlig värld. Idag råder därför ingen konsensus kring begreppet som dock oftast används i nedsättande ordalag av både ateister och i etablerade religioner som inte sällan också förknippar vidskeplighet med horoskop, astrologi och New Age.